# Cepora perimale
Cepora perimale är en fjärilsart som först beskrevs av Donovan 1805.  Cepora perimale ingår i släktet Cepora och familjen vitfjärilar. Inga underarter finns listade i Catalogue of Life.

## Bildgalleri

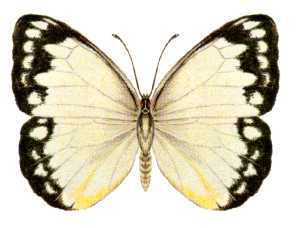
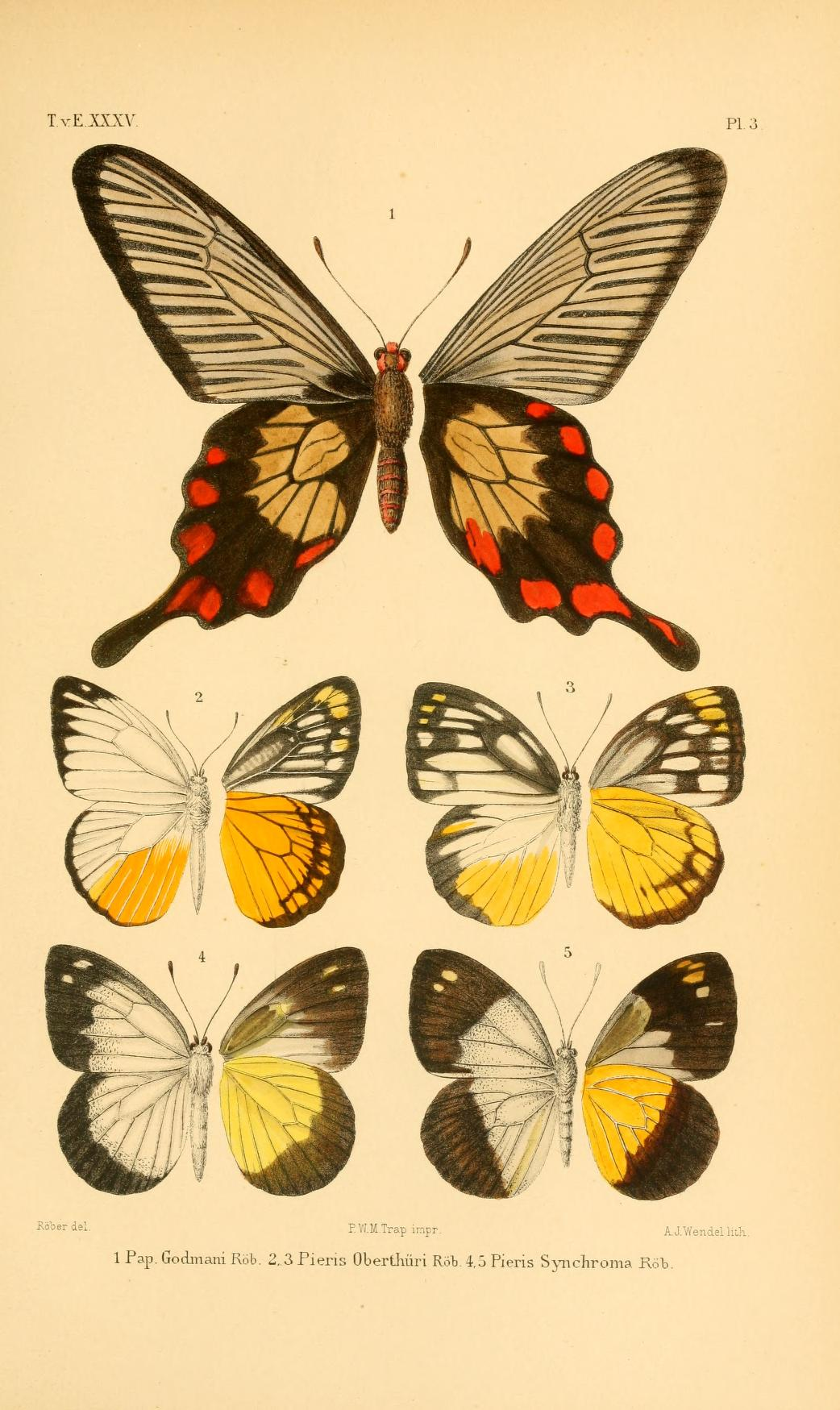